# 2008年北京オリンピックの自転車競技・男子ケイリン
2008年北京オリンピックの自転車競技・男子ケイリン（2008ねんペキンオリンピックのじてんしゃきょうぎ・だんしケイリン）は、2008年8月16日、老山自転車館（老山ベロドローム）で行われた。

## 概要
イギリスのクリス・ホイが予選、準決勝、決勝の3戦を全て勝ち、同年8月15日に行われたチームスプリントに続いて、2冠を達成した。また、日本の永井清史が、日本人選手として初めて夏季オリンピックのケイリンで決勝に進出。その決勝で3位（銅メダル）に入り、競輪選手としてオリンピックでは史上3例目、同種目では初のメダル獲得を果たした。

## 成績

### 予選[1]
上位2着（太字記載）までが準決勝へ進出。その他の選手は敗者復活戦へ。
| 順位 | 選手名                                  |
| ---- | --------------------------------------- |
| 1    | クリス・ホイ イギリス (GBR)             |
| 2    | カルステン・ベルゲマン ドイツ (GER)     |
| 3    | 伏見俊昭 日本 (JPN)                     |
| 4    | グレゴリー・ボジェ フランス (FRA)       |
| 5    | カミル・クチィンスキー ポーランド (POL) |
| 6    | デニス・ドミトリエフ ロシア (RUS)       |

| 順位 | 選手名                                      |
| ---- | ------------------------------------------- |
| 1    | アジズル・ハスニ・アウァン マレーシア (MAS) |
| 2    | シェーン・ケリー オーストラリア (AUS)       |
| 3    | テーン・ムルダー オランダ (NED)             |
| 4    | アンドリー・ヴィノクロフ ウクライナ (UKR)   |
| 5    | セルゲイ・ポリンスキー ロシア (RUS)         |
| 6    | 馮永 中国 (CHN)                             |

| 順位 | 選手名                                  |
| ---- | --------------------------------------- |
| 1    | ロス・エドガー イギリス (GBR)           |
| 2    | ジョサイア・ング マレーシア (MAS)       |
| 3    | 永井清史 日本 (JPN)                     |
| 4    | デニス・シュピチュカ チェコ (CZE)       |
| 5    | クリストス・ヴォリカキス ギリシャ (GRE) |
| 降格 | ロベルト・キアッパ イタリア (ITA)       |

| 順位 | 選手名                                        |
| ---- | --------------------------------------------- |
| 1    | ライアン・ベイリー オーストラリア (AUS)       |
| 2    | テオ・ボス オランダ (NED)                     |
| 3    | ギデオン・マッシー アメリカ合衆国 (USA)       |
| 4    | アルノー・トゥルナン フランス (FRA)           |
| 5    | アタナシオス・マントゾウラニス ギリシャ (GRE) |
| 6    | リカルド・リンチ ジャマイカ (JAM)             |
| 7    | マキシミリアン・レヴィ ドイツ (GER)           |

### 敗者復活戦[2]
1着（太字記載）のみが準決勝へ進出。
| 順位 | 選手名                         |
| ---- | ------------------------------ |
| 1    | アルノー・トゥルナン (FRA)     |
| 2    | クリストフ・ヴォリカキス (GRE) |
| 3    | 馮永 (CHN)                     |
| 4    | 伏見俊昭 (JPN)                 |

| 順位 | 選手名                       |
| ---- | ---------------------------- |
| 1    | カミル・クチィンスキー (POL) |
| 2    | デニス・シュピチュカ (CZE)   |
| 3    | デニス・ドミトリエフ (RUS)   |
| 降格 | テーン・ムルダー (NED)       |

| 順位 | 選手名                         |
| ---- | ------------------------------ |
| 1    | 永井清史 (JPN)                 |
| 2    | アンドリー・ヴィノクロフ (UKR) |
| 3    | リカルド・リンチ (JAM)         |
| 4    | セルゲイ・ポリンスキー (RUS)   |

| 順位 | 選手名                               |
| ---- | ------------------------------------ |
| 1    | グレゴリー・ボジェ (FRA)             |
| 2    | マキシミリアン・レヴィ (GER)         |
| 3    | アタナシオス・マントゾウラニス (GRE) |
| 4    | ギデオン・マッシー (USA)             |
| 5    | ロベルト・キアッパ (ITA)             |

### 準決勝[3]
3着（太字記載）までが決勝へ進出。4着以下は7～12位決定戦へ。
| 順位 | 選手名                     |
| ---- | -------------------------- |
| 1    | クリス・ホイ (GBR)         |
| 2    | シェーン・ケリー (AUS)     |
| 3    | アルノー・トゥルナン (FRA) |
| 4    | ジョサイア・ング (MAS)     |
| 5    | グレゴリー・ボジェ (FRA)   |
| 6    | ライアン・ベイリー (AUS)   |

| 順位 | 選手名                           |
| ---- | -------------------------------- |
| 1    | ロス・エドガー (GBR)             |
| 2    | 永井清史 (JPN)                   |
| 3    | カルステン・ベルゲマン (GER)     |
| 4    | アジズル・ハスニ・アウァン (MAS) |
| 棄権 | テオ・ボス (NED)                 |
| 棄権 | カミル・クチィンスキー (POL)     |

（注）準決勝第2組については、1回目のレースの第1周回通過前にボス、クチィンスキーの2名が落車し、再発走となった。そして再発走レースにボス、クチィンスキーの2名が出走しなかったことから、両名は棄権となった。

### 決勝[4]
レース概要
スタート後まもなく、ロス・エドガーがペーサーの後ろにつき、上昇してきたクリス・ホイを入れ、道中の並びは、ホイ、エドガー、アルノー・トゥルナン、カルステン・ベルゲマン、シェーン・ケリー、永井清史の順。ペーサーが残りあと3周を通過した後、走路内から退避すると同時に6番手の永井が上昇。一気に正攻法位置に入って先頭に立つ。一方、ホイは一旦2番手に下がるも、残りあと1周半付近で再び先頭につけ、そのまま先行態勢。2番手争いは残りあと1周付近で永井が取りきったが、先頭を走るホイに千切れ気味。さらに他の4選手も道中追走に手一杯の状態となり、ホイが後続を大きく引き離し金メダル。2着争いは混戦となったが、力尽きた形の永井をゴール寸前エドガーが捕らえて銀、永井が銅メダルとなった。
| 順位 | 選手名                       |
| ---- | ---------------------------- |
| 1    | クリス・ホイ (GBR)           |
| 1    | ロス・エドガー (GBR)         |
| 1    | 永井清史 (JPN)               |
| 4    | シェーン・ケリー (AUS)       |
| 5    | カルステン・ベルゲマン (GER) |
| 6    | アルノー・トゥルナン (FRA)   |

7～12位決定戦
| 順位   | 選手名                           |
| ------ | -------------------------------- |
| 7      | グレゴリー・ボジェ (FRA)         |
| 8      | ライアン・ベイリー (AUS)         |
| 9      | ジョサイア・ング (MAS)           |
| 10     | アジズル・ハスニ・アウァン (MAS) |
| 11     | カミル・クチィンスキー (POL)     |
| 未出走 | テオ・ボス (NED)                 |